# Copa del Rey de fútbol 1929
La Copa del Rey de 1929 fue la 27.ª edición del Campeonato de España de fútbol. Fue disputado del 8 de diciembre de 1928 al 3 de febrero de 1929, una semana antes de que comenzase el primer Campeonato Nacional de Liga, motivo por el cual se modificaron las fechas habituales del torneo.
En él participaron los campeones y subcampeones de los campeonatos regionales disputados en la primera mitad de la temporada en un total de 32 equipos para crear un cuadro de eliminación directa. Los campeonatos de Cataluña, Centro, Guipúzcoa y Vizcaya, presentaban un tercer participante para completar el cuadro.
El campeón fue el Real Club Deportivo Español dirigido por Jack Greenwell, con Ricardo Zamora como su jugador emblema, y que conseguía así su primer título nacional tras derrotar al Real Madrid Foot-Ball Club. El Athletic Club dominaba el palmarés del torneo con nueve títulos, seguido de los ocho del F. C. Barcelona y los cinco del Real Madrid F. C., copando dichos tres equipos el palmarés general.

## Equipos clasificados
Para esta edición el número de equipos fue aumentado a 32 escuadras, así también se aumentó la nómina de las federaciones territoriales que envían a sus representantes a la competición. En este caso fueron la Federación Navarra de Fútbol (independizada del campeonato guipuzcoano) y la Federación Canaria de Fútbol las que presentaron a sus campeones regionales, el Atlético Osasuna de Pamplona y al Marino Fútbol Club de Las Palmas, aunque finalmente este último no se presentó a su eliminatoria con el Elche CF. 
| Torneo Regional            | Campeón | Campeón                | Subcampeón | Subcampeón                | Tercer Clas. | Tercer Clas.       | Tercer Clas. |
| -------------------------- | ------- | ---------------------- | ---------- | ------------------------- | ------------ | ------------------ | ------------ |
| Copa Cataluña              |         | RCD Español            |            | CD Europa                 |              | FC Barcelona       |              |
| Campeonato Regional Centro |         | Real Madrid FC         |            | Racing de Madrid          |              | Athletic de Madrid |              |
| Campeonato de Guipúzcoa    |         | Real Unión Club        |            | Real Sociedad             |              | CD Logroño         |              |
| Campeonato de Vizcaya      |         | CD Alavés              |            | Arenas Club de Guecho     |              | Athletic Club      |              |
| Campeonato de Galicia      |         | Racing Club de Ferrol  |            | RC Celta                  |              |                    |              |
| Campeonato de Asturias     |         | Real Sporting de Gijón |            | Real Oviedo FC            |              |                    |              |
| Campeonato de Cantabria    |         | Racing de Santander    |            | Gimnástica                |              |                    |              |
| Copa de Andalucía          |         | Sevilla FC             |            | Real Betis Balompié       |              |                    |              |
| Campeonato de Aragón       |         | Iberia SC              |            | Patria Aragón             |              |                    |              |
| Campeonato de Valencia     |         | CD Castellón           |            | Valencia FC               |              |                    |              |
| Campeonato de Murcia       |         | Real Murcia FC         |            | Elche FC                  |              |                    |              |
| Copa de Castilla y León    |         | Cultural Leonesa       |            | Real Valladolid Deportivo |              |                    |              |
| Campeonato de Baleares     |         | CD Alfonso XIII        |            |                           |              |                    |              |
| Campeonato de Extremadura  |         | R. C. D. Extremeño     |            |                           |              |                    |              |
| Campeonato de Navarra      |         | Atlético Osasuna       |            |                           |              |                    |              |
| Campeonato de Canarias     |         | Marino FC              |            |                           |              |                    |              |

### Fase Inicial (Dieciseisavos)

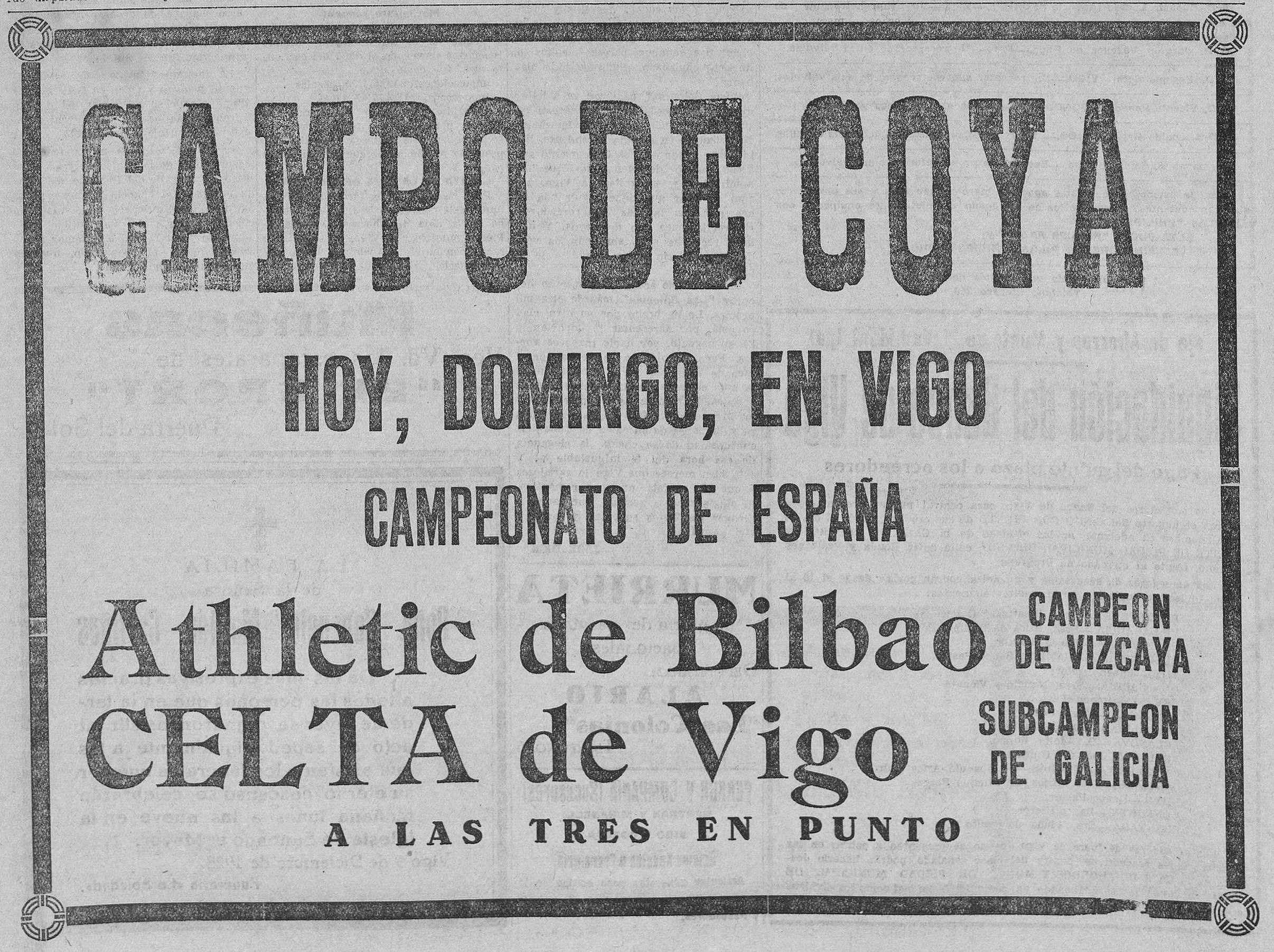
Cartel Celta-Athletic en El Pueblo Gallego.

Se juega una ronda eliminatoria de ida y vuelta en la que se suman los goles de ambos partidos, en caso de igualdad se jugaría un partido de desempate en campo neutral.
Los partidos de ida se jugaron los días 8 y 9 de diciembre, y la vuelta el día 16 del mismo mes. Los desempates fueron jugados el 18 y el 19 de diciembre.
| Equipo local ida          | Equipo visitante ida    | Ida   | Vuelta | Suma Total | Des. |
| ------------------------- | ----------------------- | ----- | ------ | ---------- | ---- |
| CD Europa                 | Valencia Club de Fútbol | 3 - 2 | 1-2    | 4-4        | 3-4  |
| Athletic de Madrid        | Club Extremeño          | 3 - 0 | 0 - 0  | 3-0        |      |
| Real Madrid FC            | Real Oviedo             | 5 - 0 | 4 - 2  | 9-2        |      |
| Real Betis Balompíe       | CD Logroño              | 1 - 0 | 0 - 2  | 1-2        |      |
| Iberia SC                 | Racing de Madrid        | 2 - 0 | 0-3    | 2-3        |      |
| RC Celta                  | Athletic de Bilbao      | 2 - 1 | 1 - 7  | 3-8        |      |
| Deportivo Alavés          | Racing de Ferrol        | 1 - 1 | 0 - 2  | 1-3        |      |
| CD Castellón              | Cultural Leonesa        | 4 - 2 | 2 - 1  | 6-3        |      |
| Arenas de Guecho          | Real Unión de Irún      | 2-0   | 3-1    | 5-1        |      |
| Sporting de Gijón         | RCD Español             | 3-4   | 2-5    | 5-9        |      |
| Gimnástica de Torrelavega | CD Alfonso XIII         | 5 - 1 | 2 - 1  | 7-2        |      |
| Real Sociedad             | Patria Aragón           | 6 - 0 | 4 - 0  | 10-0       |      |
| FC Barcelona              | Racing de Santander     | 7 - 1 | 2-2    | 9-3        |      |
| Real Valladolid Deportivo | Sevilla FC              | 2 - 0 | 0 - 8  | 2-8        |      |
| Real Murcia               | Atlético Osasuna        | 4 - 2 | 0 - 1  | 4-3        | 2-4  |
| Elche FC                  | Marino                  |       |        | w-0        |      |

1. ↑  Se anularon los resultados por irregularidades en el partido de ida, se decidió jugar uns desempate en campo neutral
2. ↑  No se presentó el Marino por problemas de desplazamiento desde las islas, se dio ganada la eliminatoria al Elche

## Rondas finales
|  | Octavos de final                  | Octavos de final                  | Octavos de final                  |                  |   | Cuartos de final              | Cuartos de final              | Cuartos de final              |  |  | Semifinales               | Semifinales               | Semifinales               |  |  | Final        | Final        | Final        |
|  | 25 de diciembre - 30 de diciembre | 25 de diciembre - 30 de diciembre | 25 de diciembre - 30 de diciembre |                  |   | 6 de enero - 12 y 13 de enero | 6 de enero - 12 y 13 de enero | 6 de enero - 12 y 13 de enero |  |  | 20 de enero - 27 de enero | 20 de enero - 27 de enero | 20 de enero - 27 de enero |  |  | 4 de febrero | 4 de febrero | 4 de febrero |
|  |                                   |                                   |                                   |                  |   |                               |                               |                               |  |  |                           |                           |                           |  |  |              |              |              |
|  |                                   |                                   |                                   |                  |   |                               |                               |                               |  |  |                           |                           |                           |  |  |              |              |              |
|  |                                   |                                   |                                   |                  |   |                               |                               |                               |  |  |                           |                           |                           |  |  |              |              |              |
|  | FC Barcelona                      | 6                                 | 0                                 |                  |   |                               |                               |                               |  |  |                           |                           |                           |  |  |              |              |              |
|  | FC Barcelona                      | 6                                 | 0                                 |                  |   |                               |                               |                               |  |  |                           |                           |                           |  |  |              |              |              |
|  | Real Sociedad                     | 0                                 | 0                                 |                  |   |                               |                               |                               |  |  |                           |                           |                           |  |  |              |              |              |
|  | Real Sociedad                     | 0                                 | 0                                 | FC Barcelona     | 1 | 2                             |                               |                               |  |  |                           |                           |                           |  |  |              |              |              |
|  |                                   |                                   |                                   |                  | 1 | 2                             |                               |                               |  |  |                           |                           |                           |  |  |              |              |              |
|  |                                   | Sevilla FC                        | 0                                 | 0                |   |                               |                               |                               |  |  |                           |                           |                           |  |  |              |              |              |
|  | Osasuna                           | Sevilla FC                        | 0                                 | 0                | 0 | 2                             |                               |                               |  |  |                           |                           |                           |  |  |              |              |              |
|  | Osasuna                           |                                   |                                   |                  | 0 | 2                             |                               |                               |  |  |                           |                           |                           |  |  |              |              |              |
|  | Sevilla FC                        | 1                                 | 4                                 |                  |   |                               |                               |                               |  |  |                           |                           |                           |  |  |              |              |              |
|  | Sevilla FC                        | 1                                 | 4                                 | FC Barcelona     | 0 | 1                             |                               |                               |  |  |                           |                           |                           |  |  |              |              |              |
|  |                                   |                                   |                                   |                  | 0 | 1                             |                               |                               |  |  |                           |                           |                           |  |  |              |              |              |
|  |                                   | RCD Español                       | 2                                 | 1                |   |                               |                               |                               |  |  |                           |                           |                           |  |  |              |              |              |
|  | Arenas de Guecho                  | RCD Español                       | 2                                 | 1                | 4 | 1                             |                               |                               |  |  |                           |                           |                           |  |  |              |              |              |
|  | Arenas de Guecho                  |                                   |                                   |                  | 4 | 1                             |                               |                               |  |  |                           |                           |                           |  |  |              |              |              |
|  | RCD Español                       | 6                                 | 3                                 |                  |   |                               |                               |                               |  |  |                           |                           |                           |  |  |              |              |              |
|  | RCD Español                       | 6                                 | 3                                 | RCD Español      | 5 | 4                             |                               |                               |  |  |                           |                           |                           |  |  |              |              |              |
|  |                                   |                                   |                                   |                  | 5 | 4                             |                               |                               |  |  |                           |                           |                           |  |  |              |              |              |
|  |                                   | Athletic de Madrid                | 1                                 | 2                |   |                               |                               |                               |  |  |                           |                           |                           |  |  |              |              |              |
|  | Gim. Torrelavega                  | Athletic de Madrid                | 1                                 | 2                | 2 | 1                             |                               |                               |  |  |                           |                           |                           |  |  |              |              |              |
|  | Gim. Torrelavega                  |                                   |                                   |                  | 2 | 1                             |                               |                               |  |  |                           |                           |                           |  |  |              |              |              |
|  | Athletic de Madrid                | 3                                 | 1                                 |                  |   |                               |                               |                               |  |  |                           |                           |                           |  |  |              |              |              |
|  | Athletic de Madrid                | 3                                 | 1                                 | RCD Español      | 2 |                               |                               |                               |  |  |                           |                           |                           |  |  |              |              |              |
|  |                                   |                                   |                                   |                  | 2 |                               |                               |                               |  |  |                           |                           |                           |  |  |              |              |              |
|  |                                   | Real Madrid FC                    | 1                                 |                  |   |                               |                               |                               |  |  |                           |                           |                           |  |  |              |              |              |
|  | Valencia CF                       | Real Madrid FC                    | 1                                 | 1                | 1 |                               |                               |                               |  |  |                           |                           |                           |  |  |              |              |              |
|  | Valencia CF                       |                                   |                                   |                  | 1 |                               |                               |                               |  |  |                           |                           |                           |  |  |              |              |              |
|  | Racing de Madrid                  | 3                                 | 2                                 |                  |   |                               |                               |                               |  |  |                           |                           |                           |  |  |              |              |              |
|  | Racing de Madrid                  | 3                                 | 2                                 | Racing de Madrid | 1 | 2                             |                               |                               |  |  |                           |                           |                           |  |  |              |              |              |
|  |                                   |                                   |                                   |                  | 1 | 2                             |                               |                               |  |  |                           |                           |                           |  |  |              |              |              |
|  |                                   | Real Madrid FC                    | 3                                 | 6                |   |                               |                               |                               |  |  |                           |                           |                           |  |  |              |              |              |
|  | Real Madrid FC                    | Real Madrid FC                    | 3                                 | 6                | 8 | 5                             |                               |                               |  |  |                           |                           |                           |  |  |              |              |              |
|  | Real Madrid FC                    |                                   |                                   |                  | 8 | 5                             |                               |                               |  |  |                           |                           |                           |  |  |              |              |              |
|  | CD Logroño                        | 0                                 | 0                                 |                  |   |                               |                               |                               |  |  |                           |                           |                           |  |  |              |              |              |
|  | CD Logroño                        | 0                                 | 0                                 | Real Madrid FC   | 3 | 4                             |                               |                               |  |  |                           |                           |                           |  |  |              |              |              |
|  |                                   |                                   |                                   |                  | 3 | 4                             |                               |                               |  |  |                           |                           |                           |  |  |              |              |              |
|  |                                   | Athletic de Bilbao                | 1                                 | 1                |   |                               |                               |                               |  |  |                           |                           |                           |  |  |              |              |              |
|  | CD Castellón                      | Athletic de Bilbao                | 1                                 | 1                | 5 | 0                             |                               |                               |  |  |                           |                           |                           |  |  |              |              |              |
|  | CD Castellón                      |                                   |                                   |                  | 5 | 0                             |                               |                               |  |  |                           |                           |                           |  |  |              |              |              |
|  | Elche FC                          | 0                                 | 2                                 |                  |   |                               |                               |                               |  |  |                           |                           |                           |  |  |              |              |              |
|  | Elche FC                          | 0                                 | 2                                 | CD Castellón     | 2 | 1                             |                               |                               |  |  |                           |                           |                           |  |  |              |              |              |
|  |                                   |                                   |                                   |                  | 2 | 1                             |                               |                               |  |  |                           |                           |                           |  |  |              |              |              |
|  |                                   | Athletic de Bilbao                | 2                                 | 1                |   |                               |                               |                               |  |  |                           |                           |                           |  |  |              |              |              |
|  | Racing de Ferrol                  | Athletic de Bilbao                | 2                                 | 1                | 1 | 0                             |                               |                               |  |  |                           |                           |                           |  |  |              |              |              |
|  | Racing de Ferrol                  |                                   |                                   |                  | 1 | 0                             |                               |                               |  |  |                           |                           |                           |  |  |              |              |              |
|  | Athletic de Bilbao                | 1                                 | 4                                 |                  |   |                               |                               |                               |  |  |                           |                           |                           |  |  |              |              |              |

### Final
La quinta y última ronda del torneo fue disputada por el Real Club Deportivo Español de Barcelona y el Real Madrid Football Club. La final se disputó a partido único en el Estadio de Mestalla de Valencia el día 3 de febrero de 1929. El partido acabó 2 a 1 al final del tiempo reglamentario, dándole su primer título al equipo catalán en el conocido como «partido del agua» debido a la fuerte lluvia acontecida durante el encuentro.
| 1     | POR   | Ricardo Zamora   |  |
| 2     | DEF   | Ricardo Saprissa |  |
| 3     | DEF   | Rafael González  |  |
| 4     | DEF   | Ramón Trabal     |  |
| 5     | MED   | Pedro Solé       |  |
| 6     | MED   | Julio Kaiser     |  |
| 7     | DEL   | Martín Ventolrá  |  |
| 8     | DEL   | Domingo Broto    |  |
| 9     | DEL   | Francisco Tena   |  |
| 10    | DEL   | José Padrón      |  |
| 11    | DEL   | Crisanto Bosch   |  |
| D. T. | D. T. | Jack Greenwell   |  |

| 1     | POR   | José María Cabo   |  |
| 2     | DEF   | Félix Quesada     |  |
| 3     | DEF   | Juan Urquizu      |  |
| 4     | DEF   | Pachuco Prats     |  |
| 5     | MED   | Desiderio Esparza |  |
| 6     | MED   | José María Peña   |  |
| 7     | DEL   | Jaime Lazcano     |  |
| 8     | DEL   | Monchín Triana    |  |
| 9     | DEL   | Gaspar Rubio      |  |
| 10    | DEL   | Rafael Morera     |  |
| 11    | DEL   | Francisco López   |  |
| D. T. | D. T. | José Quirante     |  |

| 55' · 70' | Padrón Bosch | 1:0 2:0 |

| 2:1 | Lazcano | 75' |

| Principal | Pelayo Serrano |

| 1     | POR   | Ricardo Zamora   |  |
| 2     | DEF   | Ricardo Saprissa |  |
| 3     | DEF   | Rafael González  |  |
| 4     | DEF   | Ramón Trabal     |  |
| 5     | MED   | Pedro Solé       |  |
| 6     | MED   | Julio Kaiser     |  |
| 7     | DEL   | Martín Ventolrá  |  |
| 8     | DEL   | Domingo Broto    |  |
| 9     | DEL   | Francisco Tena   |  |
| 10    | DEL   | José Padrón      |  |
| 11    | DEL   | Crisanto Bosch   |  |
| D. T. | D. T. | Jack Greenwell   |  |

| 1     | POR   | José María Cabo   |  |
| 2     | DEF   | Félix Quesada     |  |
| 3     | DEF   | Juan Urquizu      |  |
| 4     | DEF   | Pachuco Prats     |  |
| 5     | MED   | Desiderio Esparza |  |
| 6     | MED   | José María Peña   |  |
| 7     | DEL   | Jaime Lazcano     |  |
| 8     | DEL   | Monchín Triana    |  |
| 9     | DEL   | Gaspar Rubio      |  |
| 10    | DEL   | Rafael Morera     |  |
| 11    | DEL   | Francisco López   |  |
| D. T. | D. T. | José Quirante     |  |

| 55' · 70' | Padrón Bosch | 1:0 2:0 |

| 2:1 | Lazcano | 75' |

| Principal | Pelayo Serrano |

| 1     | POR   | Ricardo Zamora   |  |
| 2     | DEF   | Ricardo Saprissa |  |
| 3     | DEF   | Rafael González  |  |
| 4     | DEF   | Ramón Trabal     |  |
| 5     | MED   | Pedro Solé       |  |
| 6     | MED   | Julio Kaiser     |  |
| 7     | DEL   | Martín Ventolrá  |  |
| 8     | DEL   | Domingo Broto    |  |
| 9     | DEL   | Francisco Tena   |  |
| 10    | DEL   | José Padrón      |  |
| 11    | DEL   | Crisanto Bosch   |  |
| D. T. | D. T. | Jack Greenwell   |  |

| 1     | POR   | José María Cabo   |  |
| 2     | DEF   | Félix Quesada     |  |
| 3     | DEF   | Juan Urquizu      |  |
| 4     | DEF   | Pachuco Prats     |  |
| 5     | MED   | Desiderio Esparza |  |
| 6     | MED   | José María Peña   |  |
| 7     | DEL   | Jaime Lazcano     |  |
| 8     | DEL   | Monchín Triana    |  |
| 9     | DEL   | Gaspar Rubio      |  |
| 10    | DEL   | Rafael Morera     |  |
| 11    | DEL   | Francisco López   |  |
| D. T. | D. T. | José Quirante     |  |

| 55' · 70' | Padrón Bosch | 1:0 2:0 |

| 2:1 | Lazcano | 75' |

| Principal | Pelayo Serrano |

| 1     | POR   | Ricardo Zamora   |  |
| 2     | DEF   | Ricardo Saprissa |  |
| 3     | DEF   | Rafael González  |  |
| 4     | DEF   | Ramón Trabal     |  |
| 5     | MED   | Pedro Solé       |  |
| 6     | MED   | Julio Kaiser     |  |
| 7     | DEL   | Martín Ventolrá  |  |
| 8     | DEL   | Domingo Broto    |  |
| 9     | DEL   | Francisco Tena   |  |
| 10    | DEL   | José Padrón      |  |
| 11    | DEL   | Crisanto Bosch   |  |
| D. T. | D. T. | Jack Greenwell   |  |

| 1     | POR   | José María Cabo   |  |
| 2     | DEF   | Félix Quesada     |  |
| 3     | DEF   | Juan Urquizu      |  |
| 4     | DEF   | Pachuco Prats     |  |
| 5     | MED   | Desiderio Esparza |  |
| 6     | MED   | José María Peña   |  |
| 7     | DEL   | Jaime Lazcano     |  |
| 8     | DEL   | Monchín Triana    |  |
| 9     | DEL   | Gaspar Rubio      |  |
| 10    | DEL   | Rafael Morera     |  |
| 11    | DEL   | Francisco López   |  |
| D. T. | D. T. | José Quirante     |  |

| 55' · 70' | Padrón Bosch | 1:0 2:0 |

| 2:1 | Lazcano | 75' |

| Principal | Pelayo Serrano |

|                          |
| Campeón R. C. D. Español |
| 1.er título              |

| Predecesor: Copa del Rey 1928 | Copa del Rey de fútbol 1929 | Sucesor: Copa del Rey 1930 |